# José Roberto dos Reis
José Roberto dos Reis CP (* 22. April 1977 in São Luís de Montes Belos) ist ein brasilianischer römisch-katholischer Ordensgeistlicher und ernannter Weihbischof in Goiânia.

## Leben
José Roberto dos Reis trat der Ordensgemeinschaft der Passionisten bei, studierte Philosophie und Theologie und legte am 15. Januar 2000 die Profess ab. Am 8. Dezember 2003 empfing er das Sakrament der Priesterweihe.
Nach der Priesterweihe war er bis 2010 in Goiânia als Ausbilder der Postulanten seiner Gemeinschaft und in der Pfarrseelsorge tätig. Von 2010 bis 2013 war er Pfarrer in Iporá und von 2012 bis 2014 zudem Regionalvikar des Vikariats Cristo Libertador in Goiás. Von 2014 bis 2017 war er Novizenmeister in Ponta Grossa und anschließend Ausbilder der Postulanten in Cariacica. Von 2018 bis 2022 war er erster Berater der Ordensprovinz Kreuzerhöhung und ab 2019 zudem Novizenmeister sowie Pfarrvikar in seiner Geburtsstadt. Ab November 2022 gehörte er dem Priesterrat des Bistums São Luís de Montes Belos an. Anfang Dezember 2024 wurde er außerdem zum Koordinator der Ordensfamilie der Passionisten in Brasilien gewählt.
Papst Franziskus ernannte ihn am 21. Dezember 2024 zum Titularbischof von Feradi Minus und zum Weihbischof in Goiânia.